# James Clyde, Baron Clyde
James John Clyde, Baron Clyde PC, QC (* 29. Januar 1932 in Edinburgh; † 6. März 2009 ebenda) war ein hoher britischer Richter und formelles Mitglied des britischen Parlaments.

## Leben und Karriere
Der Sohn von James Latham Clyde, Lord Clyde besuchte die Edinburgh Academy in Edinburgh und das Corpus Christi College der University of Oxford in Oxford, wo er 1954 einen Bachelor of Arts erhielt. Im Anschluss diente er zwischen 1954 und 1956 beim Nachrichtenkorps (Intelligence Corps) der British Army und zuletzt zum Hauptmann befördert. Später studierte er an der University of Edinburgh, wo er 1959 graduierte und seinen Bachelor of Law erhielt. Noch im selben Jahr wurde er in die Faculty of Advocates aufgenommen und praktizierte als Rechtsanwalt.
Aufgrund seiner juristischen Verdienste wurde er 1971 zum Kronanwalt (Queen’s Counsel) in Schottland ernannt und war zwischen 1972 und 1985 Kanzler beim Bischof von Argyll, Colin Aloysius MacPherson. Während dieser Zeit war er von 1973 bis 1974 als Advocate-Depute auch Anklagevertreter für die schottische Staatsanwaltschaft (Crown Office and Procurator Fiscal Service) sowie anschließend zwischen 1974 und 1985 Vorsitzender des Gerichts für medizinische Berufungsverfahren (Medical Appeal Tribunal). Clyde, der von 1977 bis 1994 Trustee der National Library of Scotland war, wirkte zwischen 1979 und 1985 als Richter am Appellationsgericht (Court of Appeal) für Jersey und Guernsey.
Danach wurde er 1985 Richter (Lord of Session) am Court of Session, dem obersten Zivilgericht Schottlands, und war dort bis 1996 tätig. Des Weiteren war er seit 1987 Vizepräsident der Royal Blind School sowie von 1989 bis 1993 Mitglied des Verwaltungsrates der Edinburgh Napier University und zugleich zwischen 1989 und 1997 Assessor des Kanzlers der University of Edinburgh.
Zuletzt wurde Clyde durch ein Letters Patent vom 9. Juni 1996 aufgrund des Appellate Jurisdiction Act 1876 als Life Peer mit dem Titel Baron Clyde, of Briglands in Perthshire and Kinross, zum Mitglied des House of Lords in den Adelsstand berufen und wirkte bis 2001 als Lordrichter (Lord of Appeal in Ordinary). Zugleich war er von 1997 bis 1999 Vorsitzender des Sonderverwaltungsrates des St Mary’s Hospital, London.
Er war seit 1963 verheiratet und hatte zwei Söhne.